# Robinson: The Journey
Robinson: The Journey ist ein Virtual-Reality-Computerspiel, das von dem deutschen Entwicklerstudio Crytek entwickelt und im November 2016 für PlayStation 4 und im Februar 2017 für Microsoft Windows veröffentlicht wurde. Das Spiel setzt den Besitz einer PlayStation VR bzw. Oculus Rift voraus und wurde für die PlayStation 4 Pro optimiert.
Das Spiel basiert auf der von Crytek entwickelten CryEngine.

## Handlung und Spielprinzip
Robinson: The Journey handelt von einem Weltraumreisenden namens Robinson, der mit seinem Raumschiff Esmeralda mit einer Rettungskapsel auf dem Planeten Tyson III, einem fremden Planeten mit Dinosauriern, abgestürzt ist. Ziel des Spiels ist es, von diesem Planeten zu fliehen. Dabei helfen Robinson eine fliegende KI-Roboter-Einheit namens HIGS sowie sein Haustier James Laika, ein Dinosaurier.
Der Spieler kann mithilfe seines Multi-Tools Lebewesen scannen, wodurch HIGS Informationen über sie einspeichert, die der Spieler danach zu jeder Zeit abrufen kann, und Gegenstände ähnlich der Gravity Gun aus Half-Life 2 greifen und wegschleudern. Ebenso verfügt es über einen Laserpointer, womit der Spieler Laika zu sich holen kann, indem er durch Anleuchten mit diesem vorgibt, wo sie hinlaufen soll und sie dann ruft.

## Rezeption
Robinson: The Journey wurde von der Fachpresse überwiegend mittelmäßig aufgenommen. Auf der Bewertungswebsite Metacritic hält das Spiel – basierend auf 46 Bewertungen – einen Metascore von 64 von 100 möglichen Punkten.
Das deutschsprachige Online-Computerspiel-Magazin GamePro bewertete das Spiel positiv und war der Meinung, „Robinson: The Journey gehöre zweifelsohne zu den intensivsten Erfahrungen im noch jungen Medium Virtual Reality“.
Spiegel Online lobte die Grafik des Spiels, kritisierte jedoch die ihrer Meinung nach schwache Story und dass das Spiel zu unfertig erscheine.
Das deutschsprachige Onlinemagazin 4Players bewertete die PlayStation-4-Version des Spiels mit 63 von 100 möglichen Punkten und vergab die Marke „Befriedigend“.
Das deutsche Computerspielmagazin PC Games kritisierte das „mitunter hakelige Tracking“ sowie dass „manche Checkpoints teils willkürlich platziert wirken“ und lobte die „exzellente Präsentation“.
Bild kritisierte, dass es beim Spielen zur VR-Krankheit kommen könnte, „[...] da [durch die Standard-Steuerung die] Drehungen in Viertelkreis-Umdrehungen ruckartig herumspring[en] und damit das Auge durcheinander[gebracht wird]“ sowie dass das Spiel zu teuer und in die Länge gestreckt sei und nicht sein volles Potential ausschöpfe. Gelobt wurde insbesondere die Grafik des Spiels. Unverständlich sei, dass das Spiel nicht mit den PlayStation-Move-Controllern kompatibel ist, da „[...] das Spiel dafür prädestiniert [ist]“.